# Bell 400
Bell 400 TwinRanger був прототипом чотирилопатевого цивільного вертольоту з чотирма гвинтами розробленого компанією Bell Helicopter у 1980-ті. TwinRanger і інша запланована версія, Bell 440, були спробою виведення на ринок дводвигунної версії вертольота Model 206L LongRanger. Bell 400A був запланованою однодвигунною версією 400. Розробку TwinRanger було скасовано коли Bell не зміг набрати достатньо замовлень для серійного виробництва. Назва TwinRanger пізніше використали для дводвигунної версії вертольота LongRanger який випускався з 1994 по 1997.

## Розробка
Bell випробував кілька версій успішного вертольоту серії Bell 206 з двома двигунами. Назва TwinRanger походить з середини 1980-х коли Bell вперше зосередив свої зусилля на розробці версії LongRanger з двома двигунами.
Bell 400 TwinRanger мав перероблений фюзеляж, два турбовальних двигуна Allison 250, несний гвинт з чотирма лопатями від OH-58D Kiowa і новий закритий хвостовий гвинт. Bell також планували версії 400A з одним двигуном і 440 з двома двигунами зі збільшеним фюзеляжем який було зроблено з великої кількості композитів. Bell 400 вперше піднявся у повітря 4 квітня 1984. Bell припинили розробку родини 400/440 наприкінці 1980-х коли стало зрозуміло, що вони не можуть випускати 120 одиниць за рік.

### Наступники
Після успіху спареного двигуна Tridair Gemini ST який був переробкою двигуна 206L на початку 1990-х, Bell випустив еквівалент Bell 206LT TwinRanger на основі 206L-4. Було побудовано лише 13 206LT у період з 1994 по 1997. 206LT було замінено у лінійці Bell вертольотом Bell 427, найбільш новою розробкою вертольоту Bell 407, який був похідним від чотирилопатевого 206L з одним двигуном.

## Варіант
Bell 400
Bell 400A
Проектна модель з одним турбовальним двигуном PW209T потужністю 937 к.с.
Bell 440

## Льотно-технічні характеристики (Bell 400)
Джерело: The Illustrated Encyclopedia of Helicopters
Основні характеристики
- Екіпаж: 1 пілот
- Пасажиромісткість: 5 пасажирів
- Довжина: ?
- Висота: ?
- Діаметр несучого гвинта: 10,60 м

- Маса порожнього: 1400 кг
- Максимальна злітна маса: 2495 кг
- Силова установка: 2 × турбовальний Allison 250-C20P  420 кс ( )

Льотні характеристики
- Крейсерська швидкість: 259 км/год
- Практична дальність: 730 км